# Adrian (Missouri)
Adrian é uma cidade localizada no estado americano de Missouri, no Condado de Bates.

## Demografia
Segundo o censo americano de 2000, a sua população era de 1780 habitantes.
Em 2006, foi estimada uma população de 1877, um aumento de 97 (5.4%).

## Geografia
De acordo com o United States Census Bureau tem uma área de
5,0 km², dos quais 4,8 km² cobertos por terra e 0,2 km² cobertos por água. Adrian localiza-se a aproximadamente 263 m acima do nível do mar.

## Localidades na vizinhança
O diagrama seguinte representa as localidades num raio de 24 km ao redor de Adrian.